# Liste der Königinnen von Belgien
Die Liste der Königinnen von Belgien enthält die mit dem Titel einer Königin der Belgier ausgestatteten Gemahlinnen jener Monarchen, die seit dem Verfassungsschwur König Leopolds I. am 21. Juli 1831 bis in die Gegenwart als Staatsoberhaupt von Belgien fungieren. Verlor der Gatte den Titel König der Belgier durch Abdankung oder Tod, trugen sie in der Folge den Titel Königin von Belgien.
Bislang gab es in der belgischen Monarchie sieben Titelträgerinnen. Sie hatten alle in die regierende Belgische Linie des Hauses Sachsen-Coburg und Gotha eingeheiratet. Lediglich die ersten vier Königinnen stammten dabei selbst zumindest aus Nebenlinien königlicher bzw. kaiserlicher Herrscherhäuser, die drei weiteren aus anderen europäischen Adelsgeschlechtern. Die aktuelle Königin Mathilde d’Udekem d’Acoz ist dabei die erste gebürtige Belgierin.
Leopolds III. zweite Ehefrau Mary Lilian Baels (1916–2002), die nicht adliger Abstammung war, erhielt bei ihrer Heirat 1941 als einzige Gattin eines Königs der Belgier nicht den Titel einer Königin der Belgier, sondern den einer Prinzessin von Réthy bzw. Prinzessin von Belgien.
Nach der Thronbesteigung des aktuellen Königs Philippe lebten von 2013 bis 2014 drei belgische Königinnen zugleich: seine Frau Mathilde als Königin der Belgier sowie seine Mutter Paola Ruffo di Calabria und seine Tante Fabiola de Mora y Aragón jeweils als Königin von Belgien.
Aktuelle Thronerbin ist Kronprinzessin Elisabeth von Belgien (* 2001), die voraussichtlich die erste Königin der Belgier aus eigenem Recht wird, also nicht als Gattin eines Königs der Belgier.

## Königinnen der Belgier
| Bild | Name (Lebenszeit)                          | Dynastie                                                         | Zeitraum als Königin | Ehemann (Lebenszeit)     | Hochzeitsjahr |
| ---- | ------------------------------------------ | ---------------------------------------------------------------- | -------------------- | ------------------------ | ------------- |
|      | Louise d’Orléans (1812–1850)               | Haus Orléans (Gesamthaus Bourbon)                                | 1832–1850            | Leopold I. (1790–1865)   | 1832          |
|      | Marie Henriette von Österreich (1836–1902) | Haus Habsburg-Lothringen (Ungarische Linie)                      | 1865–1902            | Leopold II. (1835–1909)  | 1853          |
|      | Elisabeth Gabriele in Bayern (1876–1965)   | Pfalz-Zweibrücken-Birkenfeld-Gelnhausen (Gesamthaus Wittelsbach) | 1909–1934            | Albert I. (1875–1934)    | 1900          |
|      | Astrid von Schweden (1905–1935)            | Haus Bernadotte                                                  | 1934–1935            | Leopold III. (1901–1983) | 1926          |
|      | Fabiola de Mora y Aragón (1928–2014)       | Haus Mora                                                        | 1960–1993            | Baudouin (1930–1993)     | 1960          |
|      | Paola Ruffo di Calabria (* 1937)           | Haus Ruffo                                                       | 1993–2013            | Albert II. (* 1934)      | 1959          |
|      | Mathilde d’Udekem d’Acoz (* 1973)          | Haus d’Udekem                                                    | seit 2013            | Philippe (* 1960)        | 1999          |